# 多脉藤山柳
多脉藤山柳（学名：Clematoclethra variabilis var. multinervis）是猕猴桃科藤山柳属变异藤山柳的变种。分布在中国大陆的四川等地，生长于海拔1,650米至1,850米的地区，见于山林中，目前尚未由人工引种栽培。